# ドニントン・グランプリ・コレクション

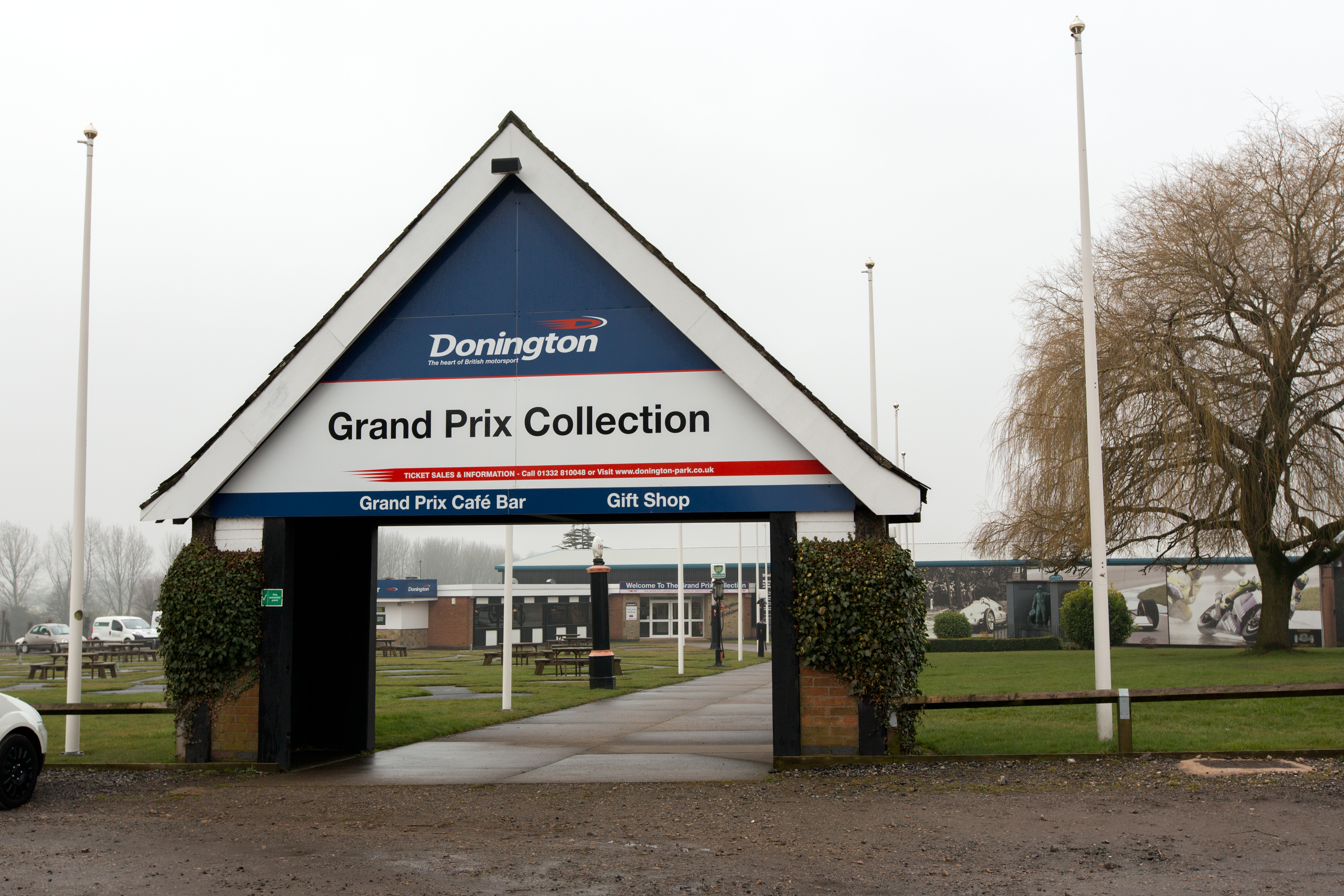
ドニントン・グランプリ・コレクション

ドニントン・グランプリ・コレクション（英: Donington Grand Prix Collection）は、イングランドのレスターシャーのドニントン・パークに存在したレーシングカーの博物館である。1973年3月に設立され、2018年11月まで、45年間に渡って公開が続けられた。

## 概要
1971年にドニントン・パークを買い取ったトム・ウィートクロフトにより、この博物館は1973年3月にドニントン・パークの敷地内に設立された。設立当初の展示品は、自動車コレクターでもあったウィートクロフトの個人的なコレクションを中心にしたものである。
レーシングカーの展示はほぼ全てシングルシーター（レース専用の単座車両）で、特にグランプリまたはフォーミュラ1向けに作られた車両を中心とした展示であった。
| 2013年時点の、マクラーレンの間（McLaren Hall）とウィリアムズの間（Williams Hall）。 |  | 2013年時点の、マクラーレンの間（McLaren Hall）とウィリアムズの間（Williams Hall）。 |
| 2013年時点の、マクラーレンの間（McLaren Hall）とウィリアムズの間（Williams Hall）。 |  |                                                                                     |

コレクションの展示は、ウィートクロフトが所有するレーシングチームで走ったドライバーであるロジャー・ウィリアムソンやデレック・ベルが乗った車だけでなく、外部の他の所有者から譲り受けたり貸し出された車両などを加えて展示の拡張が続けられ、100両を超える規模の展示が行われていた。展示品にはイギリス国内のF1チームから貸し出された車両も多数あり、マクラーレンとウィリアムズには展示用の専用スペースが用意され、両チームの1970年代から2000年代までの車両をほぼ網羅する形で展示が行われていた。
車両だけではなく、ドライバーのヘルメットや、レース車両に搭載されたエンジンも常設展示された。

### ウィートクロフトの死
2009年10月31日にトム・ウィートクロフトが死去したことで、同年末にグランプリ・コレクションも一時的に閉鎖された。この時は、翌年1月には公開が再開されたが、この時期から、サーキットの財政問題を解消するため、売却される車両が目立つようになる。
また、トム・ウィートクロフトの息子で、ドニントン・パークを引き継いだケビン・ウィートクロフトはミリタリーコレクターであり、ウィートクロフト・コレクションとして知られる、多数の軍用車両を保有していた。通常は非公開のそのコレクションの一部がグランプリ・コレクションで展示され始めたのもこの時期である。
2017年1月、ドニントン・パークの運営は、ジョナサン・パーマー率いるモータースポーツ・ビジョン社（MSV）に21年間の期限付きでウィートクロフト家から委託された。同年8月、イギリスの競争・市場庁（CMA）から契約が承認され、MSVによるサーキット運営が始まった。

### 閉館
2018年10月、MSVは、グランプリ・コレクションは今後の継続が困難であるとして、翌11月をもって閉館することと、残った車両は、貸し出された車両は所有者に返却し、所有している車両は売却する旨を発表した。ケビン・ウィートクロフトも、「閉鎖は難しい決断ではあるが」としつつ、決定に同意する旨を語った。
閉館後、コレクションの展示に使われていた建物には「旧博物館」（The Old Museum）という名称が付けられ、貸し出し用のイベント用スペースとして使用されている。

## 特筆される展示品

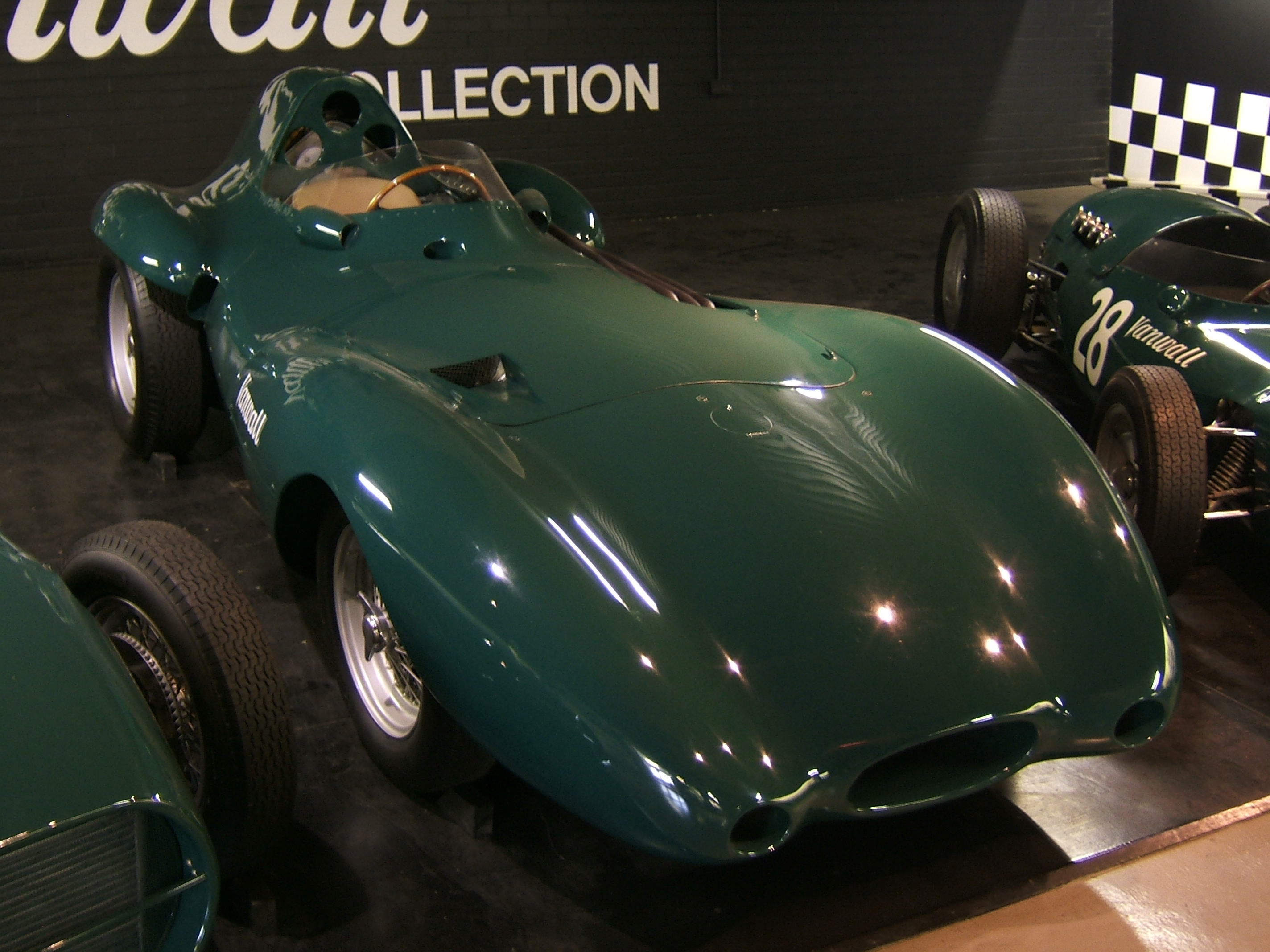
ヴァンウォール・VW57（1957年、ストリームライナー仕様）。ヴァンウォールの車両をボディ形状ごとに複数展示。
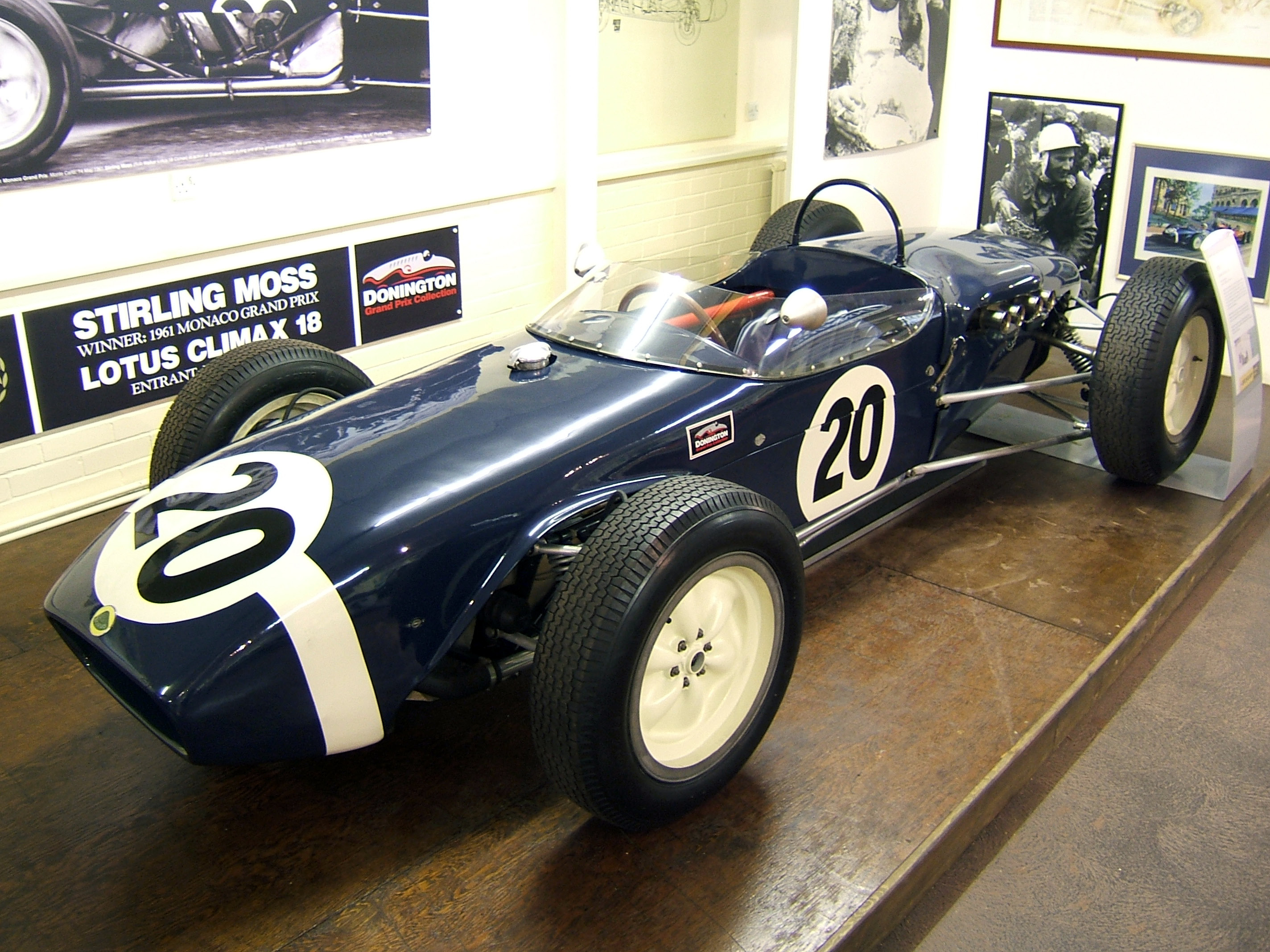
ロータス 18（1961年）。スターリング・モスが1961年モナコグランプリで優勝した時の車両。
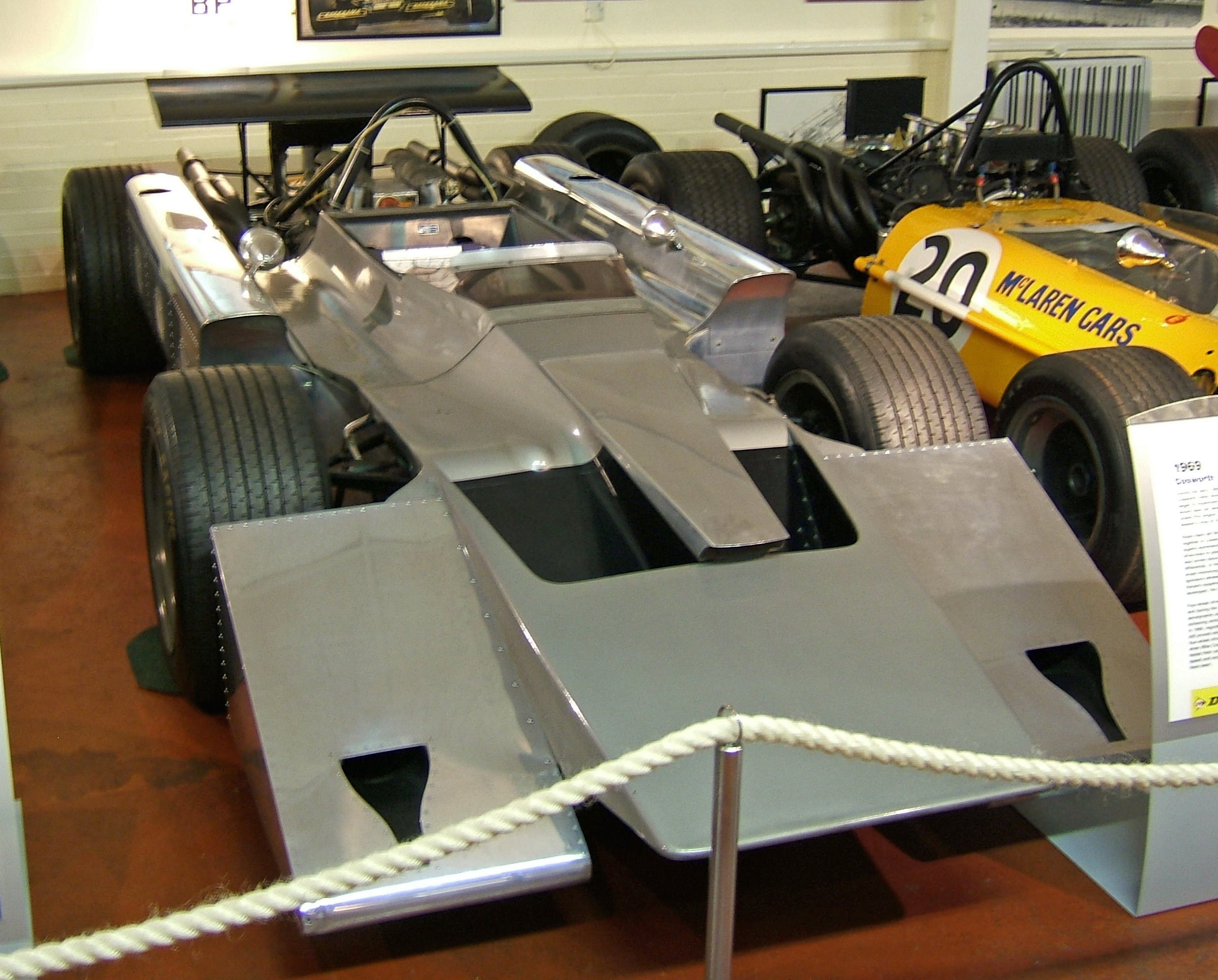
コスワース・4WD試作車（1969年）。コスワースが試作した四輪駆動のF1車両で、製造された唯一の個体。同年に製造され、実戦にも参戦した四輪駆動のF1車両であるロータス・63とマクラーレン・M9Aも展示。
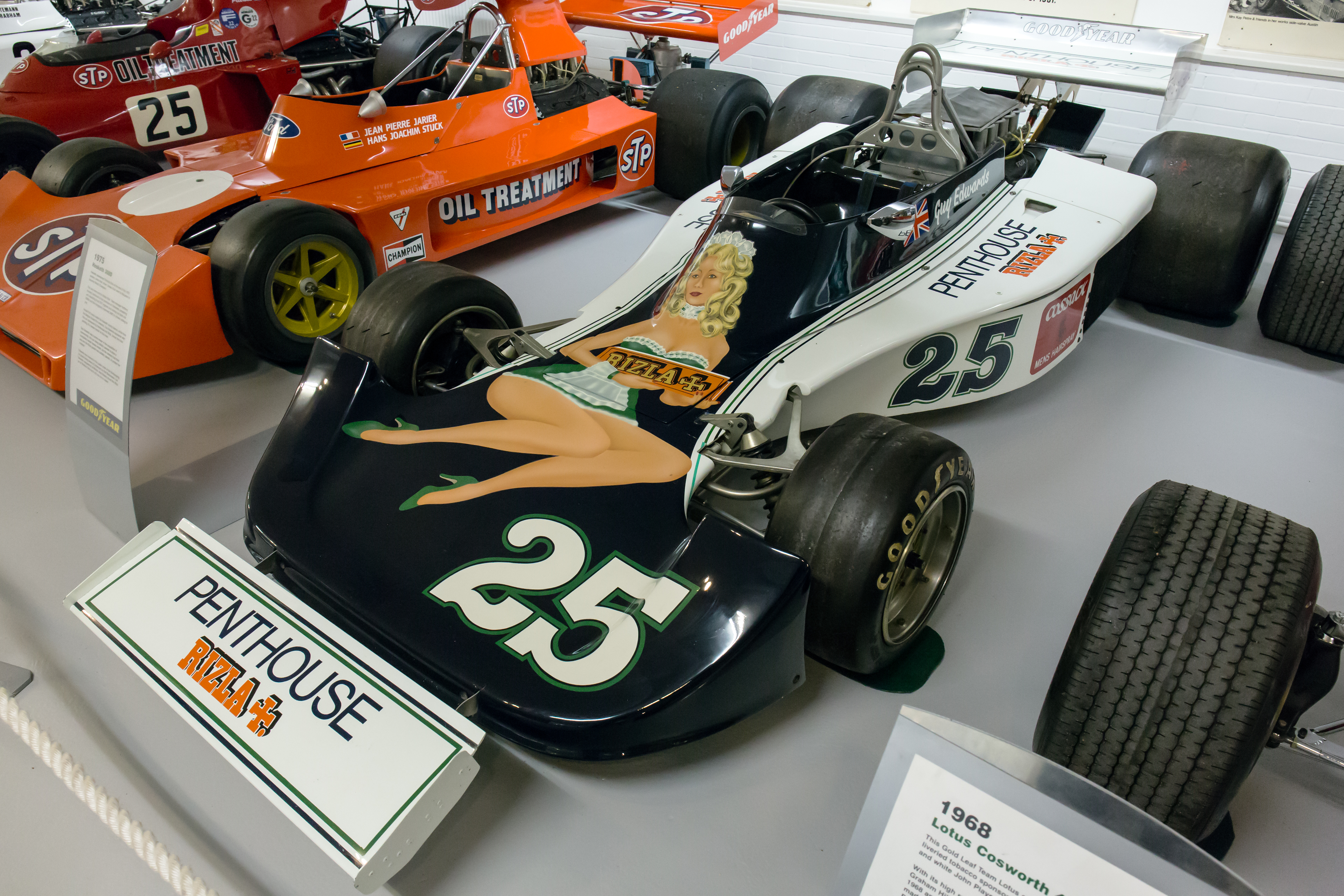
ヘスケス・308D（1976年）。イギリスのF1コンストラクターの車両は、各コンストラクターでいずれかの車両の展示がされており、一通り見ることができるようになっている。
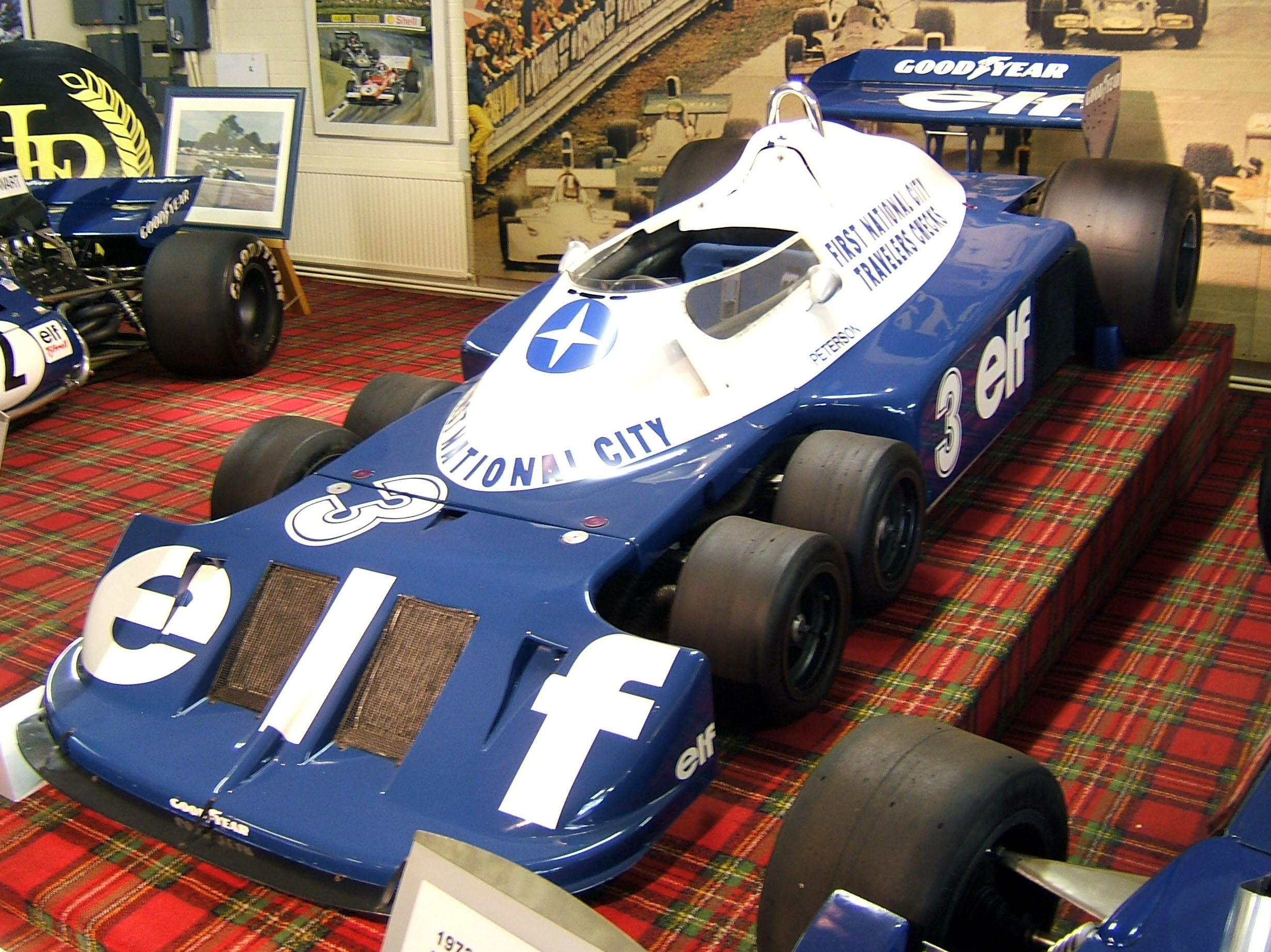
ティレル・P34（P34/2。1977年）。フロントタイヤがフェンダーの幅より外側まで張り出した、1977年後期の車両。後に、ピエルルイジ・マルティニに売却された。
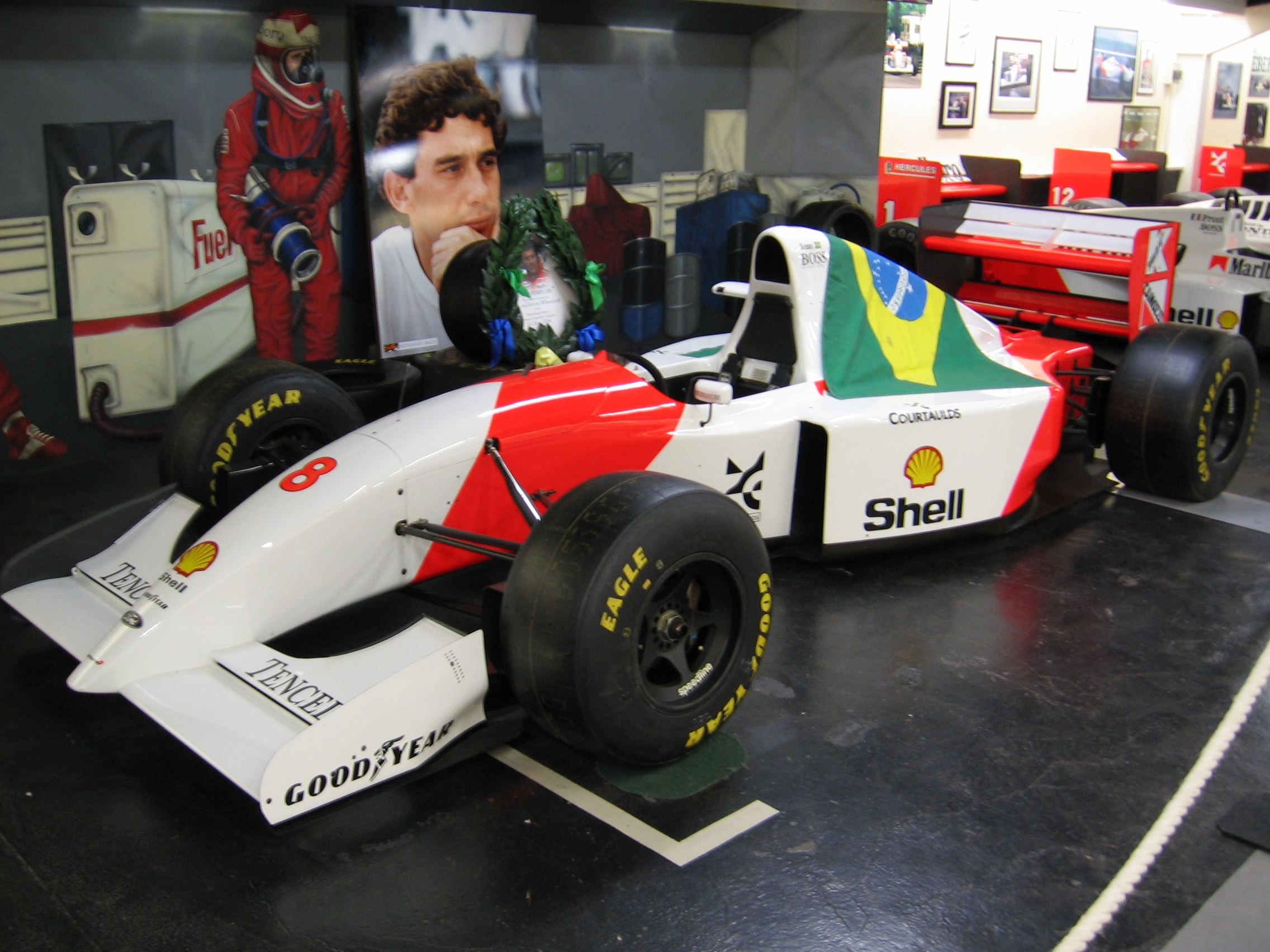
マクラーレン・MP4/8（MP4/8-3。1993年）。アイルトン・セナのレースの中でも特筆されることの多い、1993年ヨーロッパグランプリ（ドニントン・パークで開催された）の優勝車両。追悼のため、ブラジル国旗が常にかけられていた。
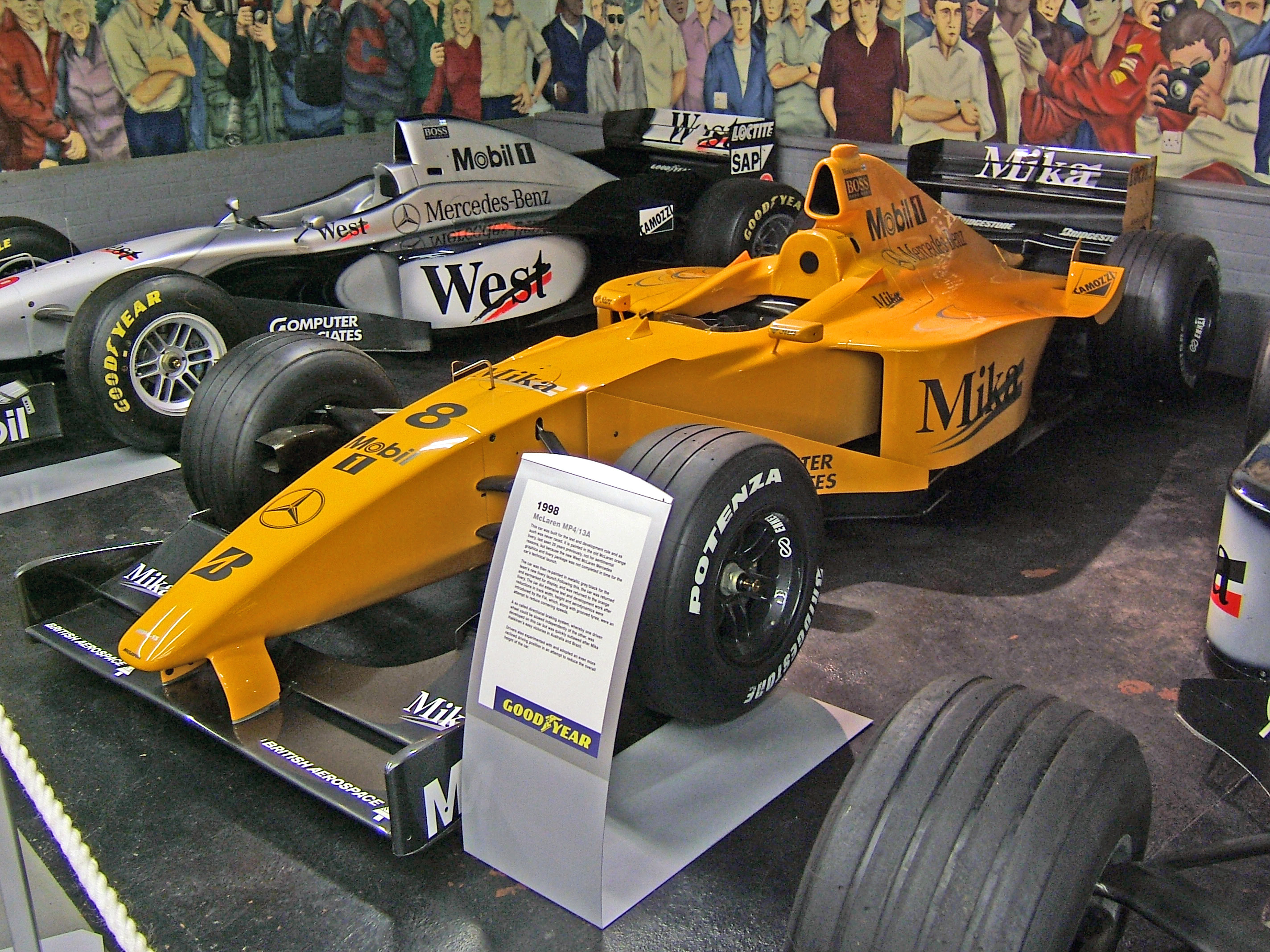
マクラーレン・MP4-13A（1998年）。シーズン前テストで使用された車両で、実戦で使用された車両とは異なる、テストで使用されたオレンジ色のカラーリングのまま展示。
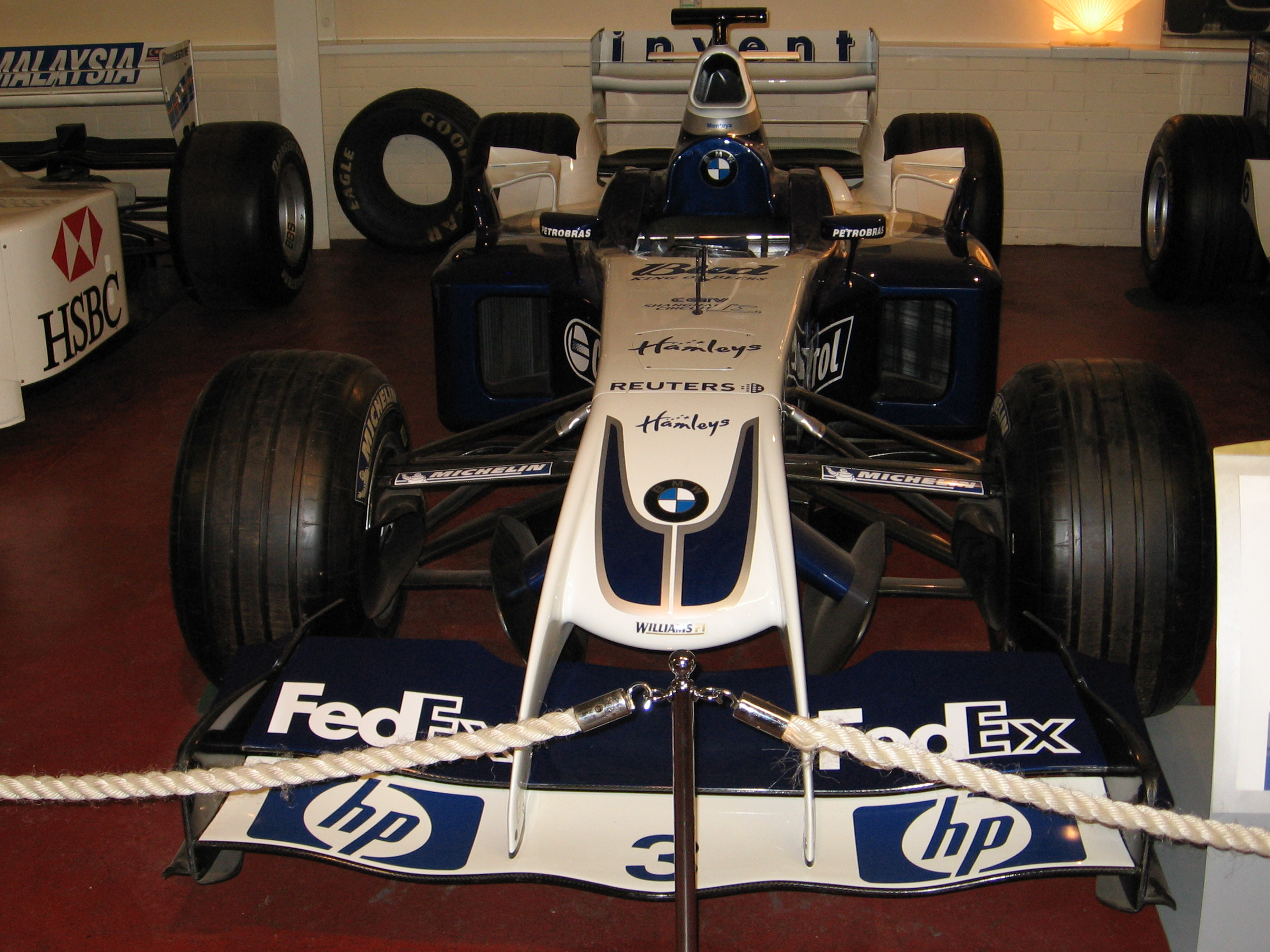
ウィリアムズ・FW26（2004年）。「セイウチノーズ」（Walrus nose）として知られる前期型。通常のノーズ形状をした後期型の展示が行われていたこともある。